# Witterswil
Witterswil je obec ve švýcarském kantonu Solothurn. Žije zde přibližně 1 400 obyvatel.

## Geografie

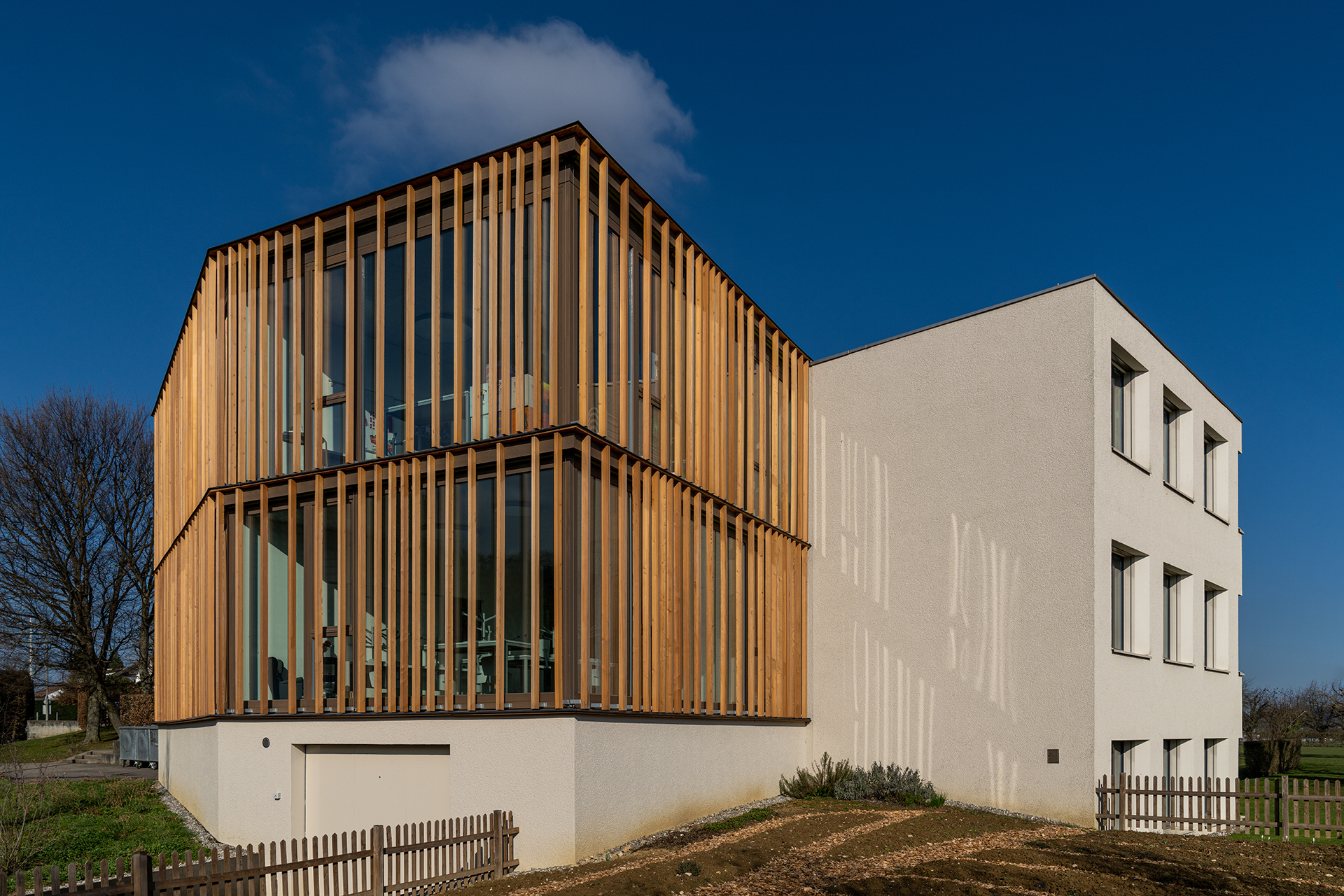
Škola

Witterswil leží v nadmořské výšce 338 m, vzdušnou čarou 9 km jihojihozápadně od Basileje. Obec se nachází v exklávě kantonu Solothurn v široké kotlině na úpatí Jury, v zadním Leimentalu, v blízkosti hranic s Francií.
Území obce o rozloze 2,7 km² pokrývá malou část úpatí Jury. Witterswil leží v přechodové oblasti mezi mírně zvlněnou krajinou pahorkatiny Sundgau a zvrásněnými druhohorními horninami severního Jury. Kolem starého centra obce začíná mírná sníženina, která se otevírá k východu směrem k Ettingenu a je odvodňována řekou Marchbach do Birsigu. Severně od této deprese se nachází široký hřeben Nassläng a Witterswilerfeld, který je jen asi o 20 m vyšší. Dále na severu s ním souběžně probíhá údolí potoka Binnbach, které zase lemuje hřeben Egg (353 m n. m.; severní hranice obce).
Jižně od Witterswilu se terén prudce zvedá po úbočí Witterswiler Berg, kde dosahuje nejvyššího bodu obce 500 m n. m. Na jihu obce se nachází hřeben Witterswiler Berg, který se nachází v nadmořské výšce 2,5 km. Antiklinála Witterswiler Berg tvoří před masivem Blauen jurský záhyb. V roce 2014 bylo 17 % území obce pokryto zastavěnou plochou, 20 % lesy a lesními porosty a 63 % zemědělstvím.
Witterswil zahrnuje rozsáhlé nové obytné čtvrti. Sousedními obcemi Witterswilu jsou Hofstetten-Flüh a Bättwil v kantonu Solothurn a Biel-Benken, Therwil a Ettingen v kantonu Basilej-venkov.

## Historie

Letecký pohled (1950)

První písemná zmínka o obci pochází z roku 1268 pod názvem Witerswilr, název Wittelswilre je zaznamenán v roce 1340. Název místa pochází ze starohornoněmeckého osobního jména Withari a znamená tedy vesnice/usedlost člověka jménem Withari.
Witterswil byl od středověku součástí panství Rotberg. Toto panství mělo po dlouhou dobu status svobodného císařského léna, které podléhalo přímo císaři, proto byl Witterswil považován za jednu ze sedmi svobodných císařských vsí na Blauen. Panství Rotberg připadlo Solothurnu koupí v roce 1515 a následně bylo přiřazeno k hejtmanství Dorneck. Po pádu Staré konfederace (1798) patřil Witterswil během helvétského období k okresu Dornach a od roku 1803 k okresu Dorneck. Na konci 20. století se objevila myšlenka sloučit Witterswil se sousední obcí Bättwil, která však zatím nebyla realizována.

## Obyvatelstvo
| Rok            | 1850 | 1860 | 1870 | 1880 | 1888 | 1900 | 1910 | 1920 | 1930 | 1941 | 1950 | 1960 | 1970 | 1980 | 1990 | 2000 |
| Počet obyvatel | 298  | 289  | 260  | 280  | 256  | 303  | 324  | 347  | 342  | 310  | 321  | 347  | 705  | 961  | 1145 | 1290 |

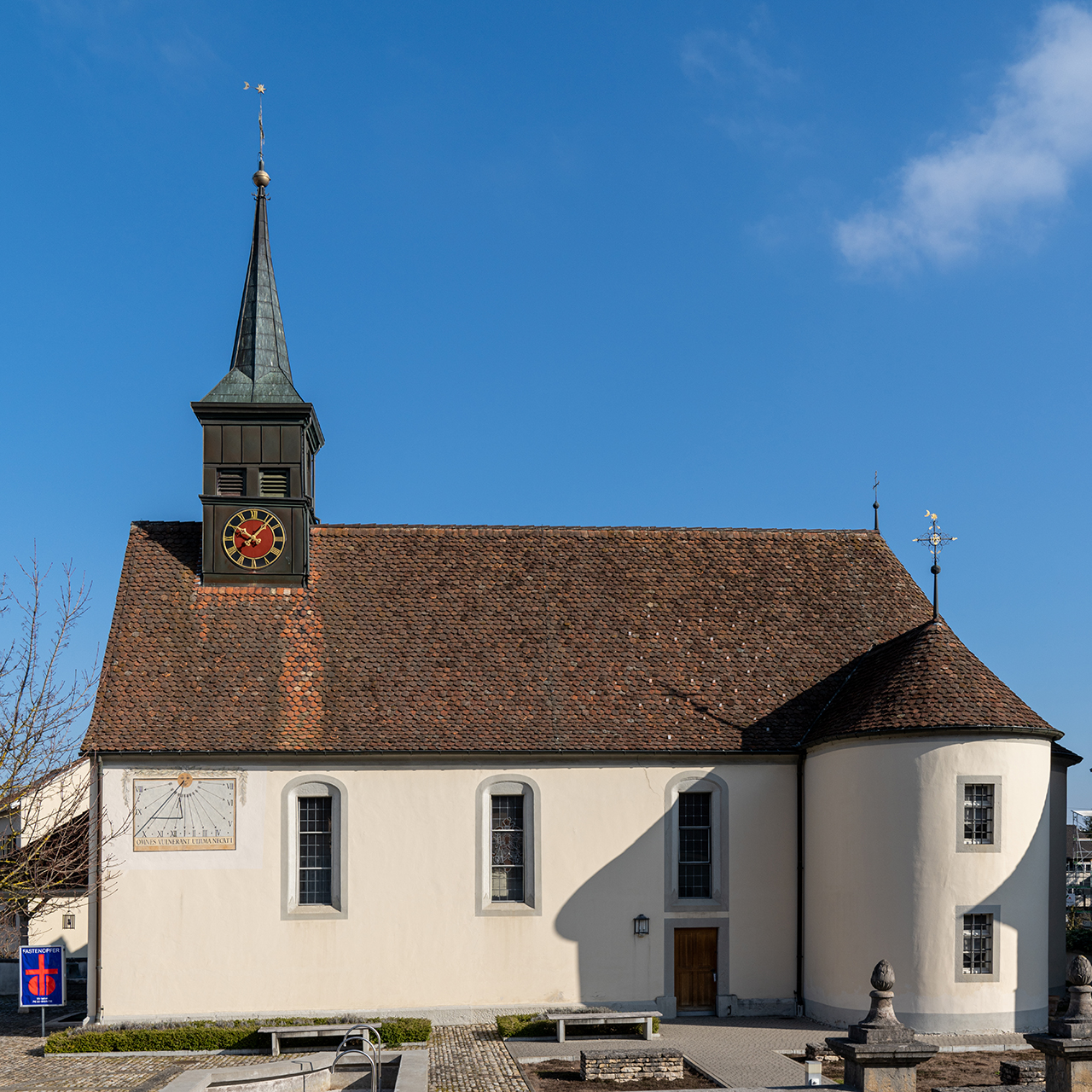
Kostel

91,6 % obyvatel hovoří německy, 2,3 % francouzsky a 2,1 % italsky (stav v roce 2000). V roce 1850 měl Witterswil 298 obyvatel a v roce 1900 303 obyvatel. V průběhu 20. století se počet obyvatel zvyšoval jen velmi pomalu a v roce 1960 dosáhl 347 obyvatel. Na rozdíl od sousední obce Bättwil začal rychlý růst počtu obyvatel v 60. letech 20. století, což vedlo ke zdvojnásobení počtu obyvatel během 10 let (v roce 1970 bylo napočítáno 705 obyvatel). Od té doby pokračoval trend pomalejším tempem. Dnes se osídlená oblast Witterswilu rozrůstá téměř plynule společně s osídlenou oblastí sousední obce Bättwil.

## Hospodářství

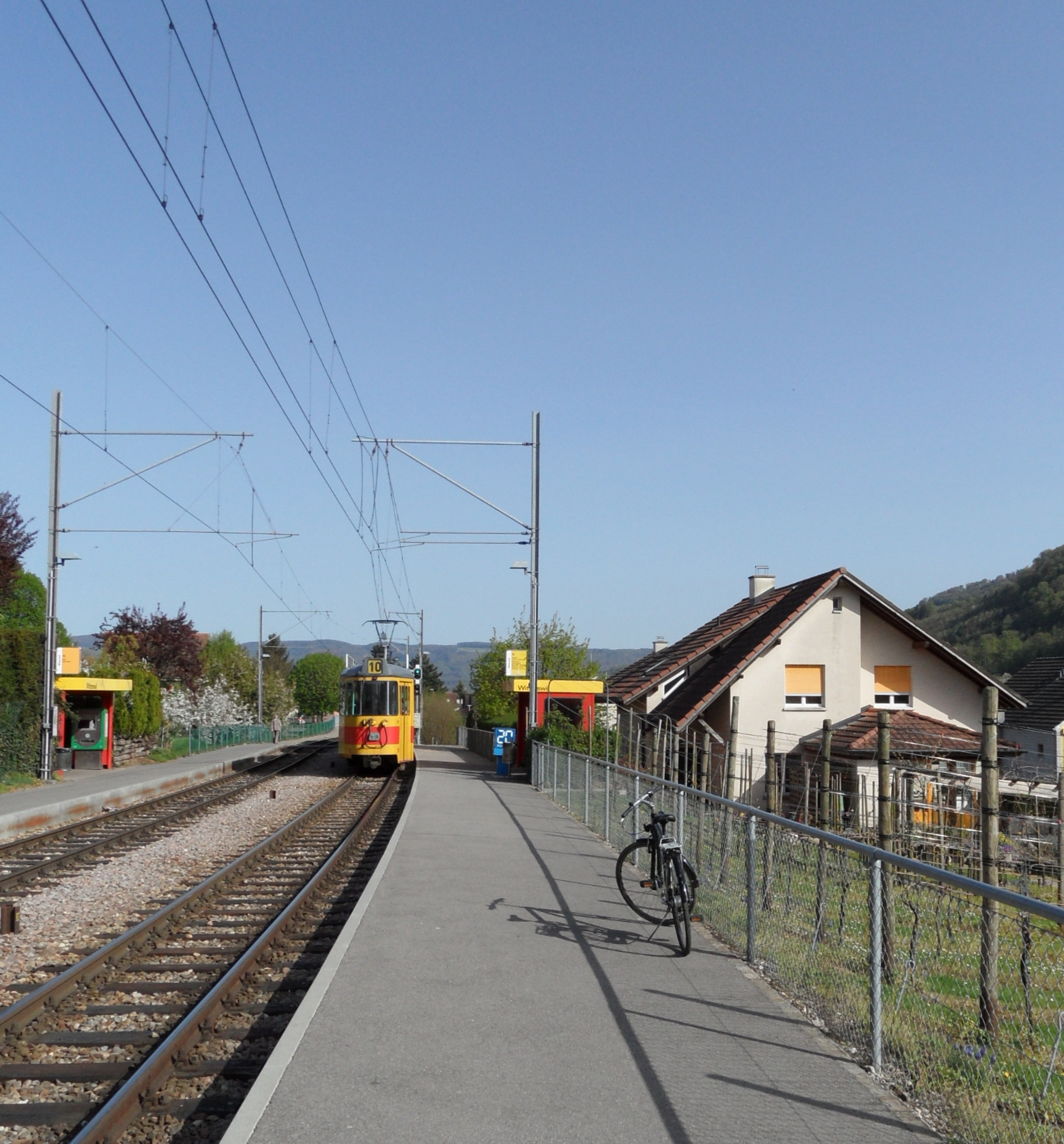
Tramvajová zastávka Witterswil

Až do druhé poloviny 20. století byl Witterswil vesnicí, která se vyznačovala převážně zemědělstvím. Dnes má zemědělství, ovocnářství (především produkce třešní) a chov dobytka ve struktuře zaměstnanosti obyvatelstva jen zanedbatelný význam. Další pracovní příležitosti jsou k dispozici v místních drobných podnicích a ve službách. Ve Witterswilu dnes sídlí firmy z oblasti stavebnictví, informačních technologií a zpracování dřeva. V technologickém centru Witterswil (TZW AG) sídlí firmy z různých odvětví, zejména z oblasti biotechnologií. V posledních desetiletích se obec rozvinula v rezidenční obec. V důsledku toho většina zaměstnanců dojíždí za prací převážně do oblasti Basileje.

## Doprava
Obec má dobré dopravní spojení. Nejbližší napojení na rychlostní silnici N18 v Aesch je vzdáleno asi 6 km od Witterswilu. Witterswil je napojen na síť veřejné dopravy tramvajovou linkou 10 společnosti Baselland Transport (BLT), která obsluhuje trasu z Basileje do Rodersdorfu.